# Better Days (песня OneRepublic)
 "Better Days"  — песня американской поп-рок-группы OneRepublic, взятая из их пятого студийного альбома Human.  Он был выпущен как четвертый сингл с этого альбома на лейбле Interscope Records 25 марта 2020 года. Он был написан в соавторстве фронтменом Райаном Теддером с басистом Брентом Катцлом, Джоном Натаниэлем и Тайлером Спрай. Песня была вдохновлена пандемией COVID-19.

## Фон
Песня была вдохновлена продолжающейся пандемией COVID-19, переворачивающей жизни людей во всем мире, по словам фронтмена Райана Теддера, который сказал: «Мы были на последней неделе дедлайна нашего пятого альбома, когда ВОЗ объявила глобальную пандемию. мы по незнанию столкнулись с кем-то с COVID-19 в Лондоне и оказались на карантине в Лос-Анджелесе в моей студии на две недели. Осталось закончить всего две песни, одна из них оказалась «Better Days». Мы пишем о реальном опыте и события, которые происходят с нами в — вот что бывает, когда пишешь песню во время кризиса».

## Клип
Музыкальное видео, сопровождающее выпуск «Better Days», было впервые опубликовано на YouTube 13 апреля 2020 года. Оно изображает жизнь во время пандемии, например, людей, остающихся дома и носящих маски.

## Участники записи
Кредиты адаптированы из Tidal.
- Брент Катцл - продюсер, композитор, автор текстов
- Джон Натаниэль - продюсер, композитор, автор текстов, микшер, студийный персонал
- Райан Теддер - продюсер, композитор, автор текстов
- Тайлер Спрай — продюсер, сопродюсер